# Лакташи
Лакташи (босн. Laktaši, серб. Лакташи / Laktaši, хорв. Laktaši) — город, центр одноимённой общины на северо-западе Республики Сербской в составе Боснии и Герцеговины.

## География
Находится в 15 км к северу от фактической столицы Республики Сербской, города Баня-Лука.
Город разделён на 11 местных общин.
Лакташи всегда был важным транспортным узлом (со времён римлян и до наших дней), так как через муниципалитет Лакташи проходит скоростное шоссе, соединяющее Баня-Луку с шоссе Загреб-Белград, шоссе Клашнице-Србац и Клашнице-Прнявор.

## Население
Численность населения города Лакташи по переписи 2013 года составила 5 879 человек, общины — 36 848 человек, в 1991 году — 3 483 и 29 832 человек соответственно.

## История
Данные о населении этой области датируются началом каменного века (150000 лет до н. э.). Археологические объекты с этого времени находится на невысоких холмах рядом с рекой Врбас. Это поселение было расположено на Баньском берегу в центре города.
Римляне завоевали эту область в 9 году н. э. Город был расположен на границе двух провинций: Далмации и Паннонии. Местное иллирийское население проживало в городах (таких, как в Шушняри). Римляне построили военный лагерь и объекты экономического значения.
В средние века Лакташи завоёвывают остготы, авары и славяне, и в начале XII века эта территория стала частью Королевства Венгрии.
В начале XVI века эта область была завоевана турками, и оставалась под их владычеством следующие 350 лет, что привело к перемещениям населения. Для Турции эта область очень важна как часть границы с Австрией, поэтому турки осуществляли насильственное перемещение сербского населения из горной части восточной Герцеговины и Черногории в Поткозарье и Лиевче поле.
С 1878 Босния и Герцеговина стала частью Австро-Венгерской империи. После 1883 в области Лиевче поля и Поткозарья поселились итальянцы, немцы, украинцы и поляки. Немецкое и итальянское население использовали современные методы ведения сельского хозяйства, что, в свою очередь, привело к очень быстрому подъёму экономики. Область становится наиболее развитой части Боснии и Герцеговины. Один из самых развитых в то время торгово-ремесленных центров был Александровац. В 1889 году там была построена почта.
После распада Австро-Венгерской монархии в 1918 году и включения Боснии и Герцеговины в состав Королевства Сербов, а позднее и в состав Королевства Югославии; во время, и после Второй мировой войны эта область была в очень трудном положении. Принимая во внимание уровень экономического развития в бывшей Югославии, этот муниципалитет был слаборазвитым и занял в рейтинге развития 87 место из 109 муниципальных образований в Боснии и Герцеговине. Во второй половине восьмидесятых годов было положено начало созданию так называемого «Лакташского экономического чуда». Эта тенденция была сохранена и по сей день.